# Північний Амлаш
Північний Амлаш (перс. املش شمالی) — дегестан в Ірані, в Центральному бахші, в шагрестані Амлаш остану Ґілян. За даними перепису 2006 року, його населення становило 8085 осіб, які проживали у складі 2466 сімей.

## Населені пункти
До складу дегестану входять такі населені пункти:
- Ашкар-Мейдан
- Ешкієт
- Карафестан
- Карафмахале
- Кархане-Раїсіян
- Кія-Калає
- Когне-Ґураб
- Лякмудж
- Машкале
- Наджмабад
- Остад-Калає
- Піле-Баґ
- Піш-Біджар
- Сефіддарбон
- Суркух
- Тазеабад-е-Чомакестан
- Хараштом
- Хомейр-Махале
- Хосейнабад
- Чагардег
- Чаларас
- Чомакестан
- Шейхабад
- Шекаркаш-Махале
- Шекарпас